# Mike Spence

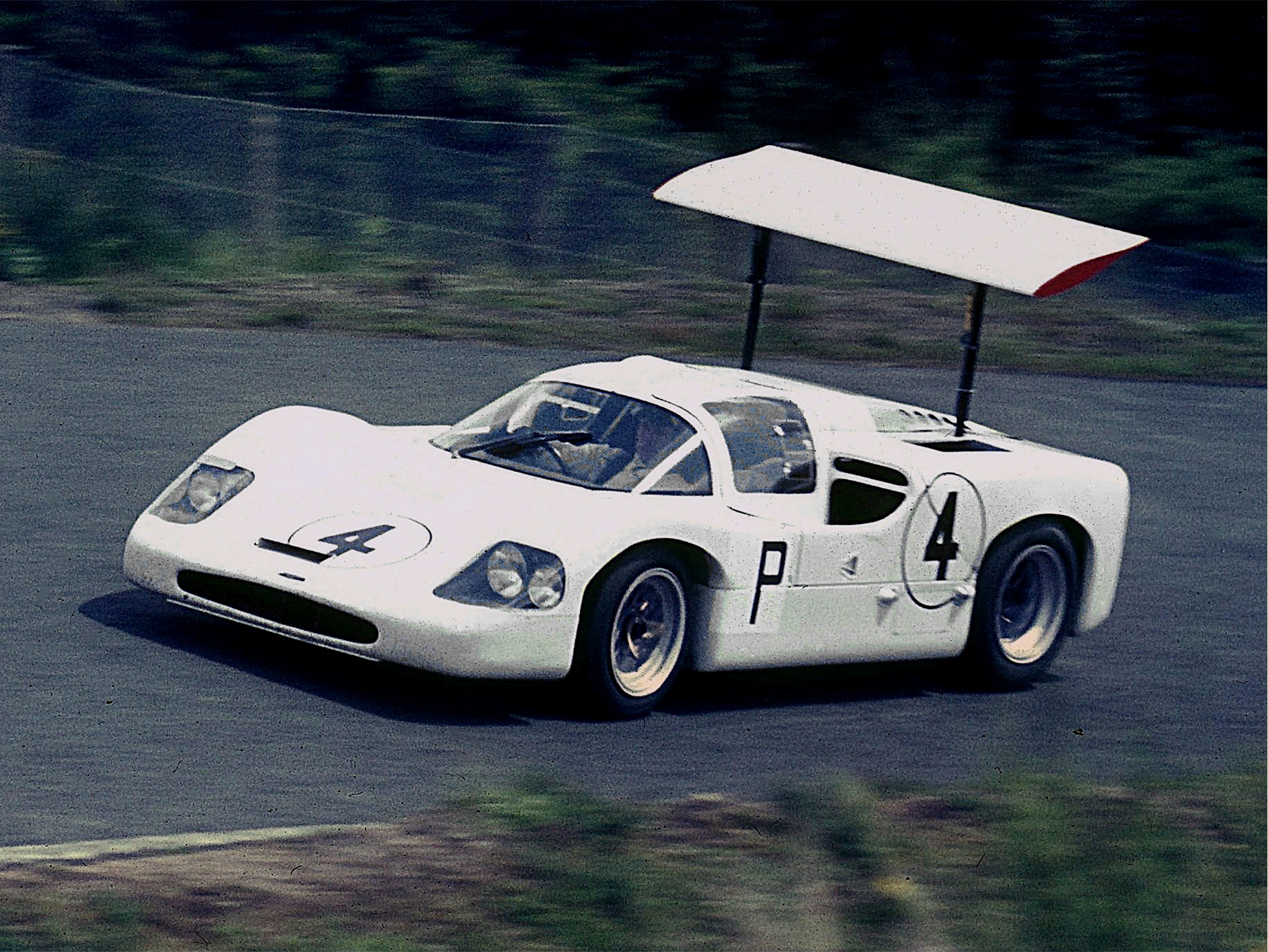
Spence in actie in 1967

Michael 'Mike' Spence (Croydon, 30 december 1936 - Indianapolis, 7 mei 1968) was een Britse autocoureur, die onder andere uitkwam in de Formule 1 en sportscarwedstrijden.

## Carrière
Spence debuteerde in 1959 in de Formule Junior en was een groot talent. Al vanaf 1961 nam hij deel aan Formule 1-races die niet meetelden voor het wereldkampioenschap. Twee jaar later nam Lotus hem onder contract en eind 1963 maakte hij zijn debuut in het F1-wereldkampioenschap tijdens de Grand Prix van Italië. In 1965 wist Spence de prestigieuze Race Of Champions Formule 1-wedstrijd te winnen, die echter niet meetelde voor het WK. Zijn derde plaats tijdens de Grand Prix van Mexico telde wel mee, maar het was te weinig om Lotus te overtuigen en deze zetten hem op straat.
Daarop vertrok Spence via een contract met BRM, dat op dat moment geen plaats voor hem had, naar het privé-team van Reg Parnell en won met een Lotus de Grand Prix van Zuid-Afrika, opnieuw een niet voor het WK meetellende race. Een jaar later volgde dan de overstap naar BRM, waarmee hij regelmatig punten wist te scoren. Dat jaar won hij ook de 1000 km van Brands Hatch, een sportscar-wedstrijd, met Phil Hill in een Chaparral.
In 1968 bleef hij aan bij BRM en zou met een experimentele turbine aangedreven Lotus deelnemen aan de Indianapolis 500. Tijdens trainingsritten op de baan crashte Spence echter en werd op zijn hoofd geraakt door een wiel. Hij stierf dezelfde dag in het ziekenhuis.